# Gotha (Florida)
Gotha es un lugar designado por el censo ubicado en el condado de Orange en el estado estadounidense de Florida. En el Censo de 2010 tenía una población de 1.915 habitantes y una densidad poblacional de 384,7 personas por km².

## Geografía
Gotha se encuentra ubicado en las coordenadas 28°31′51″N 81°31′1″O / 28.53083, -81.51694. Según la Oficina del Censo de los Estados Unidos, Gotha tiene una superficie total de 4.98 km², de la cual 4.41 km² corresponden a tierra firme y (11.34%) 0.56 km² es agua.

## Demografía
Según el censo de 2010, había 1.915 personas residiendo en Gotha. La densidad de población era de 384,7 hab./km². De los 1.915 habitantes, Gotha estaba compuesto por el 78.33% blancos, el 6.79% eran afroamericanos, el 0.47% eran amerindios, el 9.09% eran asiáticos, el 0% eran isleños del Pacífico, el 3.19% eran de otras razas y el 2.14% pertenecían a dos o más razas. Del total de la población el 12.22% eran hispanos o latinos de cualquier raza.